# 33.333
Pour plus de détails, voir Fiche technique et Distribution.
33.333 est un film suédois muet réalisé par Gustaf Molander, sorti en 1924.
Il s'agit de l'adaptation au cinéma d'une pièce d'Algot Sandberg (sv).

## Synopsis
Trois hommes se cotisent pour acheter un billet de loterie dont le numéro se révélera être 33 333 et qui sera le billet gagnant.

## Fiche technique
- Titre original : 33.333
- Réalisation : Gustaf Molander
- Scénario : Björn Hodell, Gustaf Molander d'après la pièce de théâtre d'Algot Sandberg
- Direction artistique : Vilhelm Bryde
- Directeurs de la photographie : Axel Lindblom
- Sociétés de production : Svensk Filmindustri
- Pays d'origine :  Suède
- Durée : 81 minutes
- Format : Noir et blanc - 1,33:1 - 35 mm - Muet
- Dates de sortie : 
  - Suède : 4 février 1924

## Distribution
- Nils Aréhn
- Stina Berg
- Einar Hanson
- Nils Lundell
- Vera Schmiterlöw
- Fritz Strandberg
- Tora Teje